# Rosal de la Frontera
Rosal de la Frontera è un comune spagnolo di 1 816 abitanti situato nella comunità autonoma dell'Andalusia, in provincia di Huelva. Il centro abitato si trova a 2 chilometri dalla frontiera col Portogallo, mentre il territorio è attraversato dal fiume Chanza, che segna pure una parte del confine.